# صفحه‌کلید عربی
صفحه‌کلید عربی (عربی: لوحة المفاتیح العربیة‌) نوعی از چیدمان صفحه‌کلید است که برای تایپ کردن به زبان عربی از آن استفاده می‌شود. تمامی این صفحه‌کلیدها علاوه بر حروف عربی دارای حروف لاتین نیز هستند که برای تایپ نشانی‌های وب و نشانی رایانامه‌ها از آن‌ها استفاده می‌شود.

## چیدمان

### صفحه‌کلید ماشین‌تحریر عربی
این صفحه‌کلید اولین بار در یک ماشین‌تحریر عربی که توسط دو مصری با نام‌های فیلیپ واکید و سلیم حداد در سال ۱۹۱۴ میلادی ساخته شده بود، استفاده شد.